# Scarabaeus
Scarabaeus è un genere di coleotteri appartenenti alla famiglia scarabaeidae. Comprende le specie di insetti comunemente noti come scarabei, mentre gli altri generi della famiglia costituiscono gli scarabeidi.

## Tassonomia
- Scarabaeus acuticollis
- Scarabaeus aegyptiacus
- Scarabaeus aegyptiorum
- Scarabaeus aeratus
- Scarabaeus aesculapius
- Scarabaeus alienus
- Scarabaeus ambiguus
- Scarabaeus anderseni
- Scarabaeus andreaei
- Scarabaeus andrewesi
- Scarabaeus armeniacus
- Scarabaeus asceticus
- Scarabaeus babori
- Scarabaeus bannuensis
- Scarabaeus basuto
- Scarabaeus bennigseni
- Scarabaeus bohemani
- Scarabaeus bonellii
- Scarabaeus bornemizzai
- Scarabaeus brahminus
- Scarabaeus caffer
- Scarabaeus canaliculatus
- Scarabaeus cancer
- Scarabaeus carinatus
- Scarabaeus catenatus
- Scarabaeus cicatricosus
- Scarabaeus clanceyi
- Scarabaeus clericus
- Scarabaeus cognatus
- Scarabaeus confusus
- Scarabaeus convexus
- Scarabaeus cristatus
- Scarabaeus cupreus
- Scarabaeus cuvieri
- Scarabaeus damarensis
- Scarabaeus deludens
- Scarabaeus denticollis
- Scarabaeus devotus
- Scarabaeus dioscoridis
- Scarabaeus ebenus
- Scarabaeus endroedyi
- Scarabaeus erichsoni
- Scarabaeus festivus
- Scarabaeus fitzsimonsi
- Scarabaeus flavicornis
- Scarabaeus fraterculus
- Scarabaeus fritschi
- Scarabaeus funebris
- Scarabaeus furcatus
- Scarabaeus galenus
- Scarabaeus gangeticus
- Scarabaeus gariepinus
- Scarabaeus gilleti
- Scarabaeus glentoni
- Scarabaeus goryi
- Scarabaeus gracai
- Scarabaeus heqvisti
- Scarabaeus hippocrates
- Scarabaeus hottentorum
- Scarabaeus inoportunus
- Scarabaeus inquisitus
- Scarabaeus intermedius
- Scarabaeus interstitialis
- Scarabaeus intricatus
- Scarabaeus irakensis
- Scarabaeus isidis
- Scarabaeus jalof
- Scarabaeus janssensi
- Scarabaeus karlwerneri
- Scarabaeus karrooensis
- Scarabaeus knobeli
- Scarabaeus kochi
- Scarabaeus kwiluensis
- Scarabaeus laevifrons
- Scarabaeus laevistriatus
- Scarabaeus lamarcki
- Scarabaeus laticollis
- Scarabaeus licitus
- Scarabaeus lucidulus
- Scarabaeus multidentatus
- Scarabaeus namibicus
- Scarabaeus natalensis
- Scarabaeus nigroaeneus
- Scarabaeus nitidicollis
- Scarabaeus obsoletepunctatus
- Scarabaeus opacipennis
- Scarabaeus pabulator
- Scarabaeus paganus
- Scarabaeus palemo
- Scarabaeus parvulus
- Scarabaeus piliventris
- Scarabaeus pius
- Scarabaeus planifrons
- Scarabaeus platynotus
- Scarabaeus plausibilis
- Scarabaeus poggei
- Scarabaeus porosus
- Scarabaeus proboscideus
- Scarabaeus prodigiosus
- Scarabaeus puncticollis
- Scarabaeus pustulosus
- Scarabaeus radama
- Scarabaeus ritchiei
- Scarabaeus rixosus
- Scarabaeus rodriguesi
- Scarabaeus rotundigenus
- Scarabaeus rubripennis
- Scarabaeus rugosus
- Scarabaeus rusticus
- Scarabaeus sacer
- Scarabaeus sanctus
- Scarabaeus satyrus
- Scarabaeus savignyi
- Scarabaeus schinzi
- Scarabaeus scholtzi
- Scarabaeus schulzeae
- Scarabaeus semipunctatus
- Scarabaeus sennaariensis
- Scarabaeus sevoistra
- Scarabaeus silenus
- Scarabaeus spretus
- Scarabaeus striatus
- Scarabaeus subaeneus
- Scarabaeus sulcipennis
- Scarabaeus suri
- Scarabaeus tonckeri
- Scarabaeus transcaspicus
- Scarabaeus typhon
- Scarabaeus valeflorae
- Scarabaeus vanderkelleni
- Scarabaeus vansoni
- Scarabaeus variolosus
- Scarabaeus venerabilis
- Scarabaeus westwoodi
- Scarabaeus vethi
- Scarabaeus viator
- Scarabaeus vicinus
- Scarabaeus viettei
- Scarabaeus wilsoni
- Scarabaeus winkleri
- Scarabaeus xavieri
- Scarabaeus zagrosensis
- Scarabaeus zambezianus
- Scarabaeus zurstrasseni